# Eumacepolus obscurior
Eumacepolus obscurior är en stekelart som beskrevs av Graham 1961. Eumacepolus obscurior ingår i släktet Eumacepolus och familjen puppglanssteklar. Arten är reproducerande i Sverige. Inga underarter finns listade i Catalogue of Life.